# Florencio Amarilla Lacasa
Florencio Amarilla (3 de gener de 1935 - 25 d'agost de 2012) fou un futbolista i actor paraguaià.

## Selecció del Paraguai
Va formar part de l'equip paraguaià a la Copa del Món de 1958. Al seu país destacà en el Club Nacional, i després de participar en el Mundial de 1958, marxà a Espanya on jugà a nombrosos equips. Jugà a Oviedo, Elx, Constància i Hospitalet, entre d'altres.
Tingué un breu curta vida com a actor, principalment com a actor secundari. La seva filmografia inclou:
- 100 Rifles (1969)
- Patton (1970)
- El còndor (1970)
- L'or de ningú (1971)
- Chato el apache (1972)
- Sol rojo (1972)
- Caballos salvajes (1973)
- Conan el Bàrbar (1982)
- Yellow Hair & Pekos Kid (1984)